# Władysław Nadopta
Władysław Nadopta (ur. 15 maja 1922 we Lwowie, zm. 18 czerwca 2005 w Moczarach) – szerzej znany dzięki piosenkom Wojciecha Belona jako Majster Bieda. Legenda Bieszczadów, przyjaciel GOPR.

## Życiorys
Osierocony w dzieciństwie, od wczesnych lat wiódł ciężkie życie. W okresie przedwojennym utrzymywał się z grania na gitarze, podróżował po Polsce. Po wkroczeniu Niemców do Lwowa został wywieziony w głąb Rzeszy na przymusowe roboty. W 1946 roku powrócił do Polski. Wyjechał na Śląsk, gdzie pracował w kopalni. W 1962 roku po raz pierwszy przyjechał w Bieszczady – na urlop, następnie jeszcze dwa lata pracował w kopalni, aż w 1965 roku osiadł w Bieszczadach na stałe i jak sam twierdził, od tego czasu już stamtąd nie wyjeżdżał. Pracował tam przy wyrębie drzew, później zdobywał pieniądze sprzedając zbierane w lesie jagody, grzyby i poroża jeleni. Poznał dokładnie bieszczadzkie szlaki, niejednokrotnie pomagał bieszczadzkim GOPR-owcom w poszukiwaniu zaginionych turystów. 16 października 1999 roku został uhonorowany odznaką „Zasłużony dla ratownictwa górskiego”.
Władysław Nadopta i Wojciech Belon spotkali się pewnego dnia na Przełęczy Wyżnej, w Bieszczadach, gdzie Władysław Nadopta – jak sam wspominał – szukał wolności, a Wojciech Belon – weny twórczej. Mimo dzielącej ich różnicy wieku, obaj panowie od pierwszej chwili przypadli sobie do gustu. Potem – jak wspominali – niejedno piwo wypili, niejedną noc przegadali. I to właśnie Władysław Nadopta stał się dla Belona uosobieniem bieszczadzkiej wolności. Władysław Nadopta długo nie wiedział, że „Majster Bieda” to utwór o nim. Dopiero, gdy przypadkiem w radiu usłyszał dedykację, zrozumiał, że dzięki Belonowi stał się jedną z bieszczadzkich ikon.
W 2001 Andrzej Potocki nagrał o nim film dokumentalny dla TVP Rzeszów pt. „Majster Bieda”.
Przez ostatnie lata życia, po przejściu ciężkiego zapalenia płuc, jego stan zdrowia pogarszał się. Chorował na astmę. Zmarł 18 czerwca 2005 roku. Został pochowany na cmentarzu Jasień w Ustrzykach Dolnych.
13 maja 2023 w Wetlinie odsłonięto Ławeczkę Majstra Biedy.